# Glicogenina
La glicogenina è una proteina che funziona da primer per la sintesi di una molecola di glicogeno ex novo. La molecola si autoglicosila catalizzando il trasferimento del glucosio dell'UDPG a un residuo di serina o di tirosina, il che serve da stampo per la glicogeno sintasi.
La glicogenina ha anche una funzione enzimatica in grado di catalizzare una reazione di trasferimento del gruppo glicosilico dell'UDP-glucosio all'ossidrile situato sul residuo di tirosina (la glicogenina, quindi, tramite un'attività protein-tirosina glicosiltransferasica permette l'attacco di un UDPG alla propria Tyr-194, nello specifico all'-OH di questa); si parla perciò di attività glicosil-trasferasica.
La glicogenina, una volta legato il primo gruppo glicosilico, agisce ripetitivamente, in collaborazione con la glicogeno sintasi, aggiungendo un ulteriore gruppo glicosilico mediante un legame etere alfa 1-4 tra i due gruppi glicosilici.
Questo processo continua finché non si giunge a sintetizzare una catena di otto residui glicosilici.
A questo punto, la sintesi del glicogeno è portata avanti dall'enzima glicogeno sintasi.
Le fasi di questo processo sono quindi:
1. Attività di autoglicosilazione della glicogenina sulla sua Tyr-194;
2. Azione in collaborazione con la glicogeno sintasi per attaccare altre 7 molecole di glucosio alla prima;
3. Quando si raggiunge una catena di 8 molecole di glucosio l'attività di elongazione della catena è solo a carico della glicogeno sintasi, che aggiungerà altre 5 molecole di glucosio;
4. Giunti a 13 glucosi legati tramite legami alfa-1,4 glicosidici (legami eterei) interviene l'enzima ramificante, che senza utilizzare energia e senza possedere alcuna regolazione trasferisce questi ultimi 5 glucosi all'ottavo glucosio aggiunto formando con esso un legame alfa-1,6 glicosidico;
5. A questo punto potrà avvenire l'elongazione su due rami (ogni volta che agirà l'enzima ramificante, quindi, si avrà la formazione di un numero di rami che segue la potenza del 2).

La glicogenina rimane inglobata nella particella beta, legata covalentemente all'estremità riducente della molecola di glicogeno.
```
UDP-alfa-D-glucosio + glicogenina 

  

    

      

        
⇌

      

    

    
{\displaystyle \rightleftharpoons }

  

 UDP + alfa-D-glucosilglicogenina
```